# Alfred Beamish
Alfred Beamish, né le 6 août 1879 à Richmond et mort le 28 février 1944 à Nairn en Écosse, est un joueur de tennis britannique du début du XXe siècle.
En 1912, aux Jeux olympiques d'été à Stockholm, Beamish a remporté la médaille de bronze en salle en double messieurs avec Charles Dixon. Il remporte aussi la Coupe Davis et atteint la finale des Internationaux d'Australie à Hastings en simple et en double.
Il a atteint les demi-finales à Wimbledon en 1912 et 1914.

## Palmarès (partiel)

### Finales en simple messieurs
| No | Date       | Nom et lieu du tournoi               | Catégorie | Surface      | Vainqueur         | Score                   |  |
| -- | ---------- | ------------------------------------ | --------- | ------------ | ----------------- | ----------------------- |  |
| 1  | 1911       | Tournoi de tennis du Queen's         |           | NC           | Anthony Wilding   | 7-5, 6-2, 6-3           |  |
| 2  | 30-12-1912 | Australasian Championships, Hastings | G. Chelem | Gazon (ext.) | James Cecil Parke | 3-6, 6-3, 1-6, 6-1, 7-5 |  |

### Finale en double messieurs
| No | Date       | Nom et lieu du tournoi              | Catégorie | Surface      | Vainqueurs                      | Partenaire  | Score         |  |
| -- | ---------- | ----------------------------------- | --------- | ------------ | ------------------------------- | ----------- | ------------- |  |
| 1  | 30-12-1912 | Australasian Championships Hastings | G. Chelem | Gazon (ext.) | James Cecil Parke Charles Dixon | Gordon Lowe | 6-4, 6-4, 6-2 |  |